# Висаитовский район
Висаитовский район (до декабря 2020 года — Старопромысловский) — внутригородской район города Грозного.

## История
Район был образован в 1936 году под названием Старопромышленный, затем — Старо-Промысловский. В 1960-х годах название трансформируется в Старопромысловский район. В результате опроса населения, 29 декабря 2020 года Грозненская городская дума приняла решение о переименовании района в Висаитовский в честь М. А. Висаитова.

## Население
| 1970    | 1979    | 1989    | 2002    | 2009    | 2010    | 2012    |
| ------- | ------- | ------- | ------- | ------- | ------- | ------- |
| 67 346  | ↗75 055 | ↗86 254 | ↘53 395 | ↗56 515 | ↗60 328 | ↗60 786 |
| 2013    | 2014    | 2015    | 2016    | 2017    | 2018    | 2019    |
| ↗60 843 | ↗61 145 | ↗61 857 | ↗62 503 | ↗63 346 | ↗63 637 | ↗63 778 |
| 2020    | 2021    | 2023    | 2024    |         |         |         |
| ↗64 835 | ↗69 848 | ↘67 976 | ↗68 708 |         |         |         |

Национальный состав
По итогам переписи населения 2020 года проживали следующие национальности (национальности менее 0,1 % и другое см. в сноске к строке «Другие»):
| Национальность | Численность, чел. | Доля     |
| -------------- | ----------------- | -------- |
| Чеченцы        | 68 524            | 98,10 %  |
| Русские        | 921               | 1,32 %   |
| Ингуши         | 199               | 0,28 %   |
| Другие         | 204               | 0,30 %   |
| Итого          | 69 848            | 100,00 % |

## Известные уроженцы, жители
Алексеев, Николай Михайлович,  Герой Советского Союза (24.08.1943), родился 26 июня 1919 года в посёлке Старые Промыслы.

## Описание
Район расположен в северо-западной части города. На северо-востоке район граничит с Ахматовским и на юго-востоке с Шейх-Мансуровским районом города Грозного. Остальная часть района на севере, западе и юге граничит с Грозненским районом Чеченской Республики.

## Территориальное деление
- Алтайский посёлок
- Посёлок Артёмовский Элеватор
- Посёлок Берёзка
- Посёлок Бутенко
- Посёлок Возрождение
- Газовый посёлок
- Грозненский посёлок
- Загряжский посёлок
- Посёлок Катаяма
- Посёлок Кирпичный Завод
- Посёлок Красная Турбина
- Посёлок Кузьминка

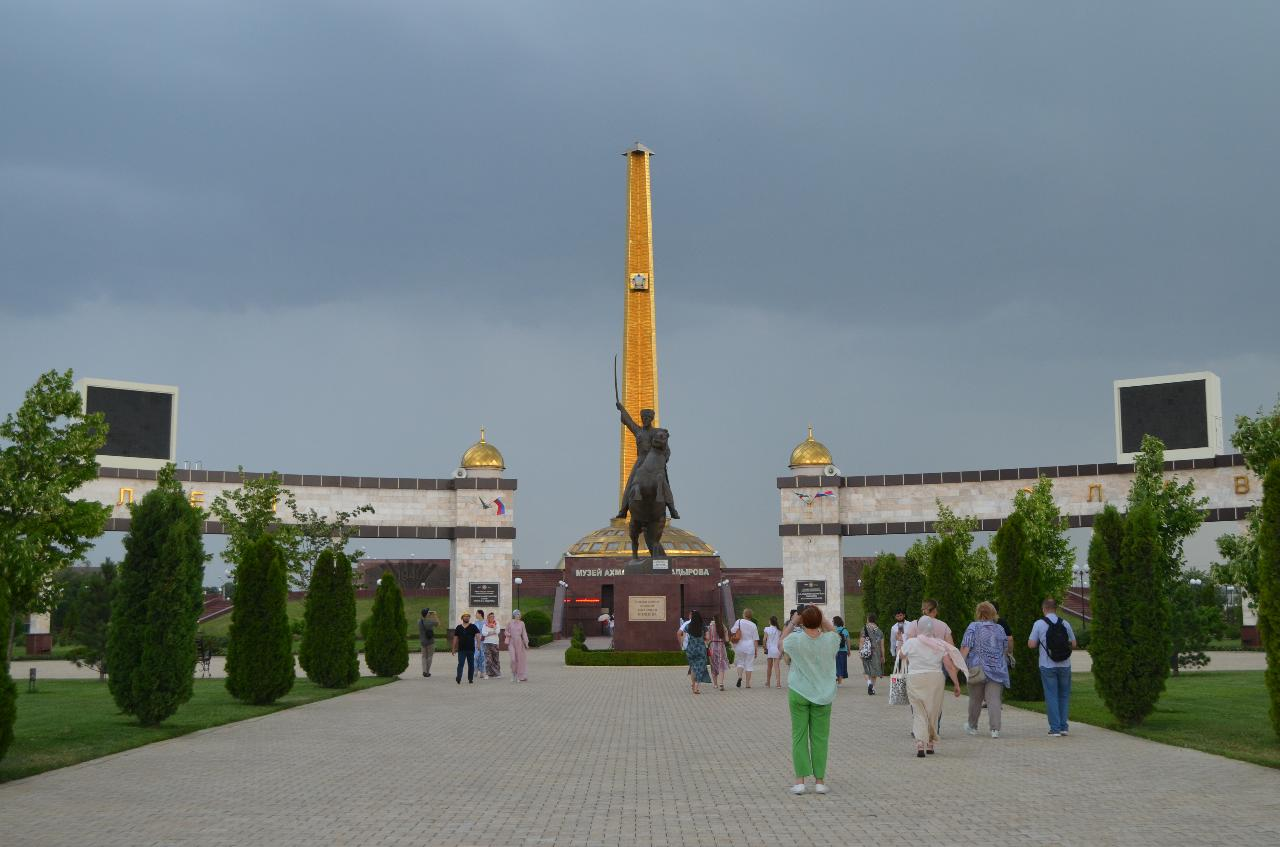
Мемориальный комплекс Славы имени Ахмата Кадырова

- Посёлок Мельникова (ранее → Участок № 63)
- Посёлок Овоще-Молочный Совхоз № 2
- Посёлок Разрезной
- Посёлок Собачевка
- Старый посёлок
- Посёлок Ташкала
- Посёлок Ташкала-Нефть
- Городок Иванова
- Изоляторный городок
- Городок Маяковского
- Городок Нефтемайск
- Городок Новый Нефтемайск
- Городок УП
- Участок № 2
- Участок № 8
- Участок № 9
- Участок № 10
- Участок № 12
- Участок № 15
- Участок № 27
- Участок № 36
- Участок № 38
- Участок № 41
- Участок № 420
- Участок № 975